# Elwyn Jones, Baron Elwyn-Jones

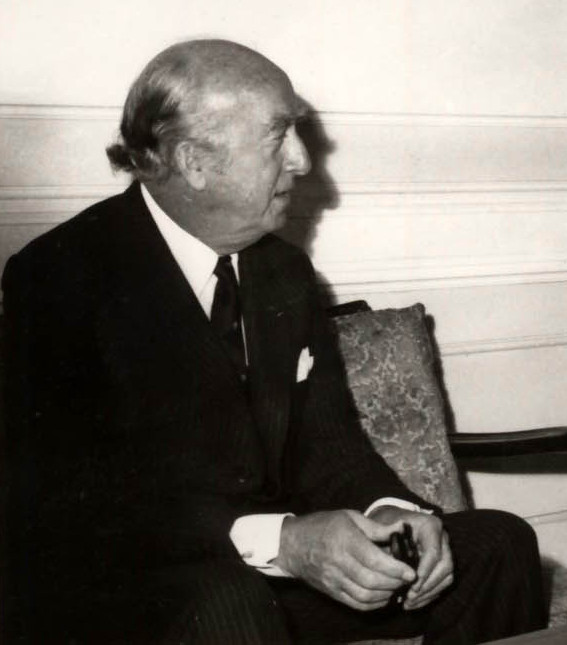
Baron Frederick Elwyn-Jones (1976)

Frederick Elwyn-Jones, Baron Elwyn-Jones CH (* 24. Oktober 1909 in Llanelli, Carmarthenshire, Wales; † 4. Dezember 1989 in Brighton, East Sussex) war ein britischer Jurist und Politiker der Labour Party.

## Biografie
Nach dem Besuch von Schulen in Llanelli und Dyfed studierte er Rechtswissenschaft an der Aberystwyth University sowie der University of Cambridge und begann nach der anwaltlichen Zulassung 1935 eine Tätigkeit als Rechtsanwalt.
Nach dem Ende des Zweiten Weltkrieges begann er seine politische Laufbahn bei der Labour Party und wurde bei den Wahlen vom 5. Juli 1945 zum Mitglied des Unterhauses (House of Commons) gewählt und vertrat dort bis 1950 den Wahlkreis West Ham - Plaistow Division. 1945 gehörte er auch zum juristischen Mitarbeiterstab zur Vorbereitung der Nürnberger Prozesse. Bei den Unterhauswahlen vom 23. Februar 1950 wurde er als Unterhausabgeordneter wiedergewählt und war nunmehr bis 1974 Vertreter des Wahlkreises Newham South.
Elwyn-Jones, der 1961 zu den Mitbegründern von Amnesty International gehörte, wurde nach dem Wahlsieg der Labour Party bei den Unterhauswahlen 1964 von Premierminister Harold Wilson zum Generalstaatsanwalt (Attorney General) ernannt. In dieser Funktion leitete er 1966 auch den juristischen Beraterstab zur Untersuchung des Grubenunglücks von Aberfan. Das Amt des Generalstaatsanwalts bekleidete er bis zum Ende von Wilsons Amtszeit im Juni 1970.
Nachdem die Labour Party die Unterhauswahlen vom 28. Februar 1974 gewann, wurde er als Nachfolger von Quintin McGarel Hogg Lordkanzler. Mit seinem Ausscheiden aus dem Unterhaus und seiner Ernennung wurde er auch als Life Peer in den Adelsstand berufen, führte den Titel Baron Elwyn-Jones, of Llanelli in the County of Carmarthen and of Newham in Greater London, und war als solcher auch Mitglied des House of Lords. Als Lordkanzler war er bis Mai 1979 im Amt und wurde dann wiederum von Quintin McGarel Hogg abgelöst.
Im Anschluss wurde er Richter am Court of Appeal für England und Wales (Lord Justice of Appeal) und gehörte diesem bis zu seinem Tode 1989 an.